# Zdrow bądź, krolu anjelski
Zdrow bądź, krolu anjelski – najstarsza znana kolęda polska. Pod koniec XIX w. odnalazł ją Aleksander Brückner w rękopisie Biblioteki Załuskich w Petersburgu, pochodzącym z biblioteki wikariuszy wiślickich. Tekst zapisany został w kazaniu (1424) Jana Szczekny, magistra praskiego, późniejszego mnicha cysterskiego i spowiednika królowej Jadwigi, od 1407 profesora teologii na uniwersytecie krakowskim. Tekst oryginalny nie ma zapisu nutowego.
Kolęda polska była prawdopodobnie tłumaczeniem z oryginału czeskiego (Zdráv bud' králi andělský) lub łacińskiego utworu Ave rex angelorum. Głos discantowy tego utworu znajduje się w kancjonale z 1637 Opactwa Sióstr Benedyktynek pw. św. Wojciecha w Staniątkach.
Zależnie od redakcji kolęda liczy od 14 do 17 wersów. Znane są trzy redakcje wariantowe tekstu kolędy, wszystkie z XV wieku. Podział na strofy i wersety przejęto z wydania Brücknera i zgodnie z jego wskazówkami.
Tekst podstawowy:
Zdrow bądź, krolu anjelski
K nam na świat w ciele przyszły,
Tyś zajiste Bog skryty,
W święte czyste ciało wlity.
Zdrow bądź, Stworzycielu
Wszego stworzenia,
Narodziłś się w ucirpienie
Prze swego luda zawinienia.
Zdrow bądź, Panie, ot Panny
Jenżś się narodził za ny.
Zdrow bądź, Jesu Kryste, krolu,
Racz przyjęci naszę chwałę.
Racz daci dobre skonanie
Prze twej matki zasłużenie,
Abychom cię wżdy chwalili,
Z tobą wiecznie krolowali. Amen.